# قشلاق محمدقلی
قشلاق محمدقلی، روستایی است از توابع بخش مرکزی شهرستان ارومیه و در شهرستان ارومیه استان آذربایجان غربی ایران.

## جمعیت ۱۶۵نفر
این روستا در دهستان بکشلوچای قرار داشته و بر اساس سرشماری سال۱۳۹۸ جمعیت آن۱۶۵ نفر (۵۷ خانوار)
بوده‌است.